# Charlie Saikley
Charlie Saikley (* 21. Oktober 1935 in Terre Haute; † 17. Juni 2005 in Manhattan Beach) war einer der Mitbegründer des Beachvolleyballs.
Saikley war ursprünglich Lehrer und hatte in den 1960er Jahren für ein Freizeitprogramm in Los Angeles Volleyballspiele am Strand gemacht. Später entstand daraus das erste große Beachvolleyballturnier, das Manhattan Beach Open, welches über Jahrzehnte von Saikley organisiert wurde. Gleichzeitig war er auch Veranstalter eines Volleyballturniers mit Sechs-Spieler-Mannschaften, das im Rahmen des Internationalen Surf- und Gesundheitsfestivals ausgetragen wurde und wird.
Saikley war verheiratet und hatte vier Kinder. Er starb im Alter von 69 Jahren an einer Krebserkrankung.